# Amorphophallus salmoneus
Amorphophallus salmoneus är en kallaväxtart som beskrevs av Wilbert Leonard Anna Hetterscheid. Amorphophallus salmoneus ingår i släktet Amorphophallus och familjen kallaväxter. Inga underarter finns listade.